# Vitamina-K-epossido reduttasi (non sensibile alla warfarina)
La vitamina-K-epossido reduttasi (non sensibile alla warfarina) è un enzima appartenente alla classe delle ossidoreduttasi, che catalizza la seguente reazione:
3-idrossi-2-metil-3-fitil-2,3-diidronaftochinone + ditiotreitolo ossidato ⇄ 2,3-epossi-2,3-diidro-2-metil-3-fitil-1,4-naftochinone + 1,4-ditiotreitolo
Nella reazione inversa, la vitamina K 2,3-epossido è ridotta a 3-idrossi- (e 2-idrossi-) vitamina K dal 1,4-ditiotreitolo, il quale è ossidato a disolfuro. L'enzima non è inibito dalla warfarina.